# Menhir du Chiron Lazare
Le menhir du Chiron Lazare est un menhir situé à L'Île-d'Yeu, dans le département français de la Vendée.

## Description
C'est une petite pierre de forme triangulaire aux faces aplaties. Elle mesure 0,80 m de hauteur sur 1,25 m de large, d'une épaisseur moyenne de 0,30 m. Elle est orientée est-ouest. Marcel Baudouin a fouillé le site en 1907. La pierre est enfoncée dans le sol sur 0,30 m de profondeur. Elle est calée à son pied sur chaque face par des petits blocs.
Le menhir a été dressé sur un promontoire dominant une grande partie du sud de l'Île d'Yeu.
Plus au sud, Baudouin fouilla un petit monument mégalithique qu'il identifia comme une ciste. Les côtés de l'édifice étaient matérialisés sur trois côtés par des dalles rocheuses délimitant un espace intérieur d'environ 1 m2 d'une profondeur variant entre 0,30 m et 0,50 m. Il n'y découvrit aucun mobilier archéologique. Baudouin restaura l'édifice en fermant le quatrième côté par trois petites pierres plates dressées debout. Le monument est désormais recouvert par une maison. 